# Serole
Serole là một đô thị ở tỉnh Asti vùng Piedmont thuộc Ý, nằm ở vị trí cách khoảng 70 km về phía đông nam của Torino và khoảng 40 km về phía nam của Asti. Tại thời điểm ngày 31 tháng 12 năm 2004, đô thị này có dân số 166 người và diện tích là 11,8 km².
Serole giáp các đô thị: Cortemilia, Merana, Olmo Gentile, Perletto, Pezzolo Valle Uzzone, Piana Crixia, Roccaverano và Spigno Monferrato.